# 潘觀成
潘觀成（1734年—？年），字希仁，又字誠齋，江蘇常州府宜興縣人，乾隆二十七年（1762年）壬午科舉人，乾隆三十六年（1771年）辛卯恩科進士。

## 生平
乾隆四十六年（1781年）六月，輪班候選知縣。
乾隆四十六年九月，掣得四川梓潼縣知縣。
乾隆四十九年（1785年），四川打箭鑪口外管理拉里糧務，撰《拉里風土記》。
乾隆五十三年（1788年），充戊申鄉試同考官，任四川順慶府鄰水縣知縣。
晚歲吿歸，年八十餘卒於家。